# Dan Claudiu Tănăsescu
Dan-Claudiu Tănăsescu (n. 26 aprilie 1938, Mogoșoaia, România) este un  medic, autor, nuvelist, publicist, romancier și scriitor român, fost senator român în legislatura 2004-2008 ales în județul Dâmbovița pe listele partidului PRM. Din iunie 2007, Dan Claudiu Tănăsescu a devenit senator independent. Dan Claudiu Tănăsescu a fost membru în grupurile parlamentare de prietenie cu Macedonia, Norvegia, Panama și Pakistan.

## Biografie
Dan Claudiu începe lungul drum al învățăturii în comuna natală, la școala primară, apoi "trece" câte doi ani prin băncile liceelor "Sf. Sava" și "Aurel Vlaicu", ca să se oprească în timp la Școala Sanitară din Pitar Moș. 
În afară de dorința de a se instrui în ale medicinii, adolescentul, un neastâmpărat, se înscrie la Palatul Pionierilor la secția de muzica. Învață aici clarinetul și saxofonul, cu care mai apoi va colinda satele și orașele țării, interpretând melodii pe la concerte, baluri și nunți și tot soiul de agape. 
În anul 1964 absolvă Facultatea de Medicină din Cluj și alege post de medic în orașul Mărășești. Lucrează acolo timp de 7 ani, după care, în urma unui concurs, reușește să revină acasă. Profesează medicina la policlinicile "Colțea" și "Drumul Taberei" până în anul 1990, când este numit primar al comunei Mogoșoaia. Rămâne în fotoliul de primar 15 ani, până în anul 2004 când este ales senator de Dâmbovița.

## Activitate
A debutat ca scriitor la 38 de ani, în Almanahul Literar cu nuvela Luna.
În ianuarie 2010, Dan Claudiu Tănăsescu a publicat cartea Iluzia iubirii.
A publicat până acum 12 volume de proză, patru dintre ele au fost premiate.

## Opere publicate
- 1976 - Iarba pierdută (povestiri), București, Editura Albatros
- 1978 - Strigătul ierbii (nuvelă), Editura Albatros
- 1979 - Iarnă căzută-n genunchi (roman), București, Editura Cartea Românească
  - 2008 - Iarnă căzută-n genunchi, re-editare Editura Semne
- 1980 - O zi fără anotimp (nuvele), Editura Cartea Românească
- 1981 - Cămpia singuratică (roman), Editura Cartea Românească
- 1982 - Taina stelelor (roman), Editura Cartea Românească
- 1983 - Ispita speranței (nuvelă), București, Editura Eminescu
- 1984 - Scrisori de pe front (roman), București, Editura Militară
  - 2008 - Scrisori de pe front, re-editare Editura Semne
- 1985 - Unde sunt iluziile mele? (însemnări), Editura Sport-Turism
- 1986 - Livada viselor (roman), Editura Cartea Românească
- 1991 - Împotriva viscolului (nuvele), Editura Eminescu
- 1995 - Fumul depărtărilor (roman), Editura Clauet [4]
- 2010 - Iluzia iubirii (roman) Ed. Semne
- 2011  -Din cronicile unui microbist, Ed. Semne
- 2013   -Ultimul zâmbet (roman) Ed. Semne
- 2013  - Vânzătorul de iluzii. Ed Semne
- 2014  -Brazuca și ratangii. Ed.Semne.
- 2015  -Prin fumul petardelor. Ed.Semne.
- 2016. -Amurgul vedetelor .Ed. Semne
- 2016  -Soarta unui vânzător de gablonzuri. Ed.Semne
- 2017  -Cronici din oglindă. Ed Semne
- 2017 -Aburul fericirii. Ed. Semne
- 2018- Drumul ielelor. Ed. Semne
- 2018- Fotbal în lumea țarilor. Ed. Semne
- 2019 -La marginea Europei. Ed. Semne
- 2019 -Puterea geloziei. Ed. Semne